# SAHRA
SAHRA（サーラ）は、日本の歌手、タレント。本名未公表。作詞家としての楽曲提供のペンネームは、秋葉 カレン（あきは カレン）である。
東京都港区生まれ。血液型A型。
「限りなき透明感、天使の歌声をあなたへ」「究極のファルセットウイスパーを持つ和製サラ・ブライトマン」をテーマに2011年メジャー歌手デビューした女性アーティスト。

## 人物
東京都港区出身。血液型は A 型。趣味：読書、ピアノ、編み物、油絵、料理、英国骨董収集など。大の犬好きで知られ、ティーカッププードルのモモを溺愛している様子が自身のブログで窺える。

## 経歴
2010年より東京国際フォーラム「第九と皇帝」コンサートに出演。

2010年第61回NHK紅白歌合戦、アンジェラ・アキのバックコーラスをつとめる。

2011年公開映画「ハイブリッド・バトル」主題歌「ずっと・・・」歌唱担当。

2011年2月川崎ホテルザエルシーライオンズクラブステージ出演。

2011年3月2日デビューシングル「SAKURA～又、ここで会いたくて～」がユニバーサルミュージックより販売される。

同日SAHRAデビュー記念ライブを川崎CLUB CITTA'で開催。

2011年4～5月東京メトロポリタンテレビジョン毎週日曜日午前10：00放送の「タカラヅカ・カフェブレーク」のエンディングPV主題歌を担当。

2011年5月川崎FM、FM世田谷、ハワイ全島で放送されるのラジオ番組ケーズースポルト出演。

2011年5月TSUTAYA、新星堂、タワーレコード、HMVなどで配布されたフリーマガジン
ポップユナイテッドの表紙とアーティストインタビュー掲載。

2011年6月雑誌Hanako銀座特集でCDが紹介される。

2011年9月カラオケDAMでSAHRAのデビュー曲「SAKURA～又、ここで会いたくて～」が配信開始。

2012年6月6日両A面で「Éternité～エタニートゥ～」「桜の雫～あの日伝えたかった～」がクラウン徳間ミュージックからリリース。

- 「Éternité～エタニートゥ～」はフジテレビ毎週月曜深夜1：40～放送の「スキ♡モノ」の、エンディングPV主題歌に抜擢される。
- 「桜の雫～あの日伝えたかった～」もTBS毎週日曜日昼13：00～放送の「噂の!東京マガジン」のエンディング主題歌に抜擢された。

## ディスコグラフィ
| 形態             | タイトル                       | 発売日    | 補足                                           |
| ---------------- | ------------------------------ | --------- | ---------------------------------------------- |
| マキシシングルCD | SAKURA～又、ここで会いたくて～ | 2011年3月 | カップリング曲「卒業時計」                     |
| マキシシングルCD | Eternite～エタニートゥ～       | 2012年6月 | カップリング曲「桜の雫～あの日伝えたかった～」 |

## 出演
- 2012年6月東京メトロポリタンテレビジョン、パックンマックンのマックンが司会を務める歌番組「うたなび!」にゲスト出演。
- 2012年レインボータウンにおいてTBSラジオ出演。
- エフエム浦安で毎週日曜日午後9:00～9:30オンエア「サーラの日曜日の心呼吸」に出演。

## コンサート
- 2011年5月原宿アストロホール「アンレーヴフェスタ2011Vol2」に出演。
- 2011年7月神奈川県「大和阿波踊り祭り」ステージ出演。
- 2011年8月SAHRAをメインとしたアンレーヴのアーティストによる「歌色の夏風、SAHRAからの招待状」に出演。
- 2011年10月宮崎メディキット県民文化センター橘劇団の歌謡ショーでゲスト出演。
- 2012年6月渋谷DESEOでCD「Eternite～エタニートゥ～」の発売記念ライブに出演。
- 2012年10月東京港区明治記念館のライブに出演。